# Йонильман
Йонильман (кор. 영일만?, 迎日灣?) — полузакрытый залив на корейском побережье Японского моря, крупнейший залив на восточном побережье Южной Кореи. Расположен на юго-востоке Корейского полуострова. На берегу залива расположен порт Пхохан.
Длина залива составляет 13 км, ширина — 10 км, площадь — 115 км², глубина — до 30 м.
Йонильман — широкий залив, мелкие его части покрыты крупными осадками (гравий и песок), глубокая часть — глиной и илом. Река Хёнсанган приносит в залив 90 % пресной воды, всего реки приносят в залив ежедневно 1,6х106 м³/день. Максимальная величина прилива составляет не более 25 см. Среднегодовая норма осадков — около 112 см, большая их часть выпадает с июня по сентябрь.
Поверхностные прибрежные воды залива питает тёплое Восточно-Корейское течение, ниже него протекает холодное Северо-Корейское течение (чья южная граница проходит в районе залива), а ещё ниже лежит вода собственно Японского моря. В заливе вода циркулирует против часовой стрелки. Северо-Корейское течение особенно заметно летом (стабильный приток холодной воды продолжается с мая по август), когда его скорость достигает 23,4 см/с (у Чукпёндон), зимой оно не регистрируется в данном регионе. Средняя температура поверхностной воды в заливе составляет около 16°С, но в июле из-за притока холодной воды температура воды в заливе падает ниже зимней. Средняя солёность воды составляет 33,7 ‰ у поверхности и 34,05 ‰ на глубине 30 м. Скорость течения составляет 22-40 см/с на глубине 3 м и 8-25 см/с на глубине 15 м.
Во время последнего оледенения река Хёнсанган образовала в заливе дельту, погрузившуюся под воду.
Как многие другие заливы Кореи, Йонильман имеет большое значение для судоходства. Благодаря своей форме и расположению, залив защищает суда от идущих с юга тайфунов. В заливе расположены крупные порты — старый и новый порт Пхохана и новый порт Йониль. Вход в порт Пхохана имет ширину 6,5 км и глубину 13,5-19,8 м. Развитие прибрежных районов происходило в том числе и посредством осушения земли.
Загрязнение из реки Хёнсанган оседает и накапливается в центральной части залива, которая обогащается питательными веществами.
Растущее население Пхохана и его развитая промышленность приводят к сильному загрязнению и эвтрофикации залива. В 2010-х годах был принят план по улучшению ситуации.
В заливе были описаны 98 видов двустворчатых, относящихся к 36 семействам, что в несколько раз выше прочих заливов на корейском побережье Японского моря.
Район залива известен своими термальными источниками.